# خانواده اشرافی تننبام
خانوادهٔ اشرافی تننبام (به انگلیسی: The Royal Tenenbaums) نام فیلم درامی است که در سال ۲۰۰۱ به کارگردانی وس اندرسن ساخته شد. این فیلم موفق شد در رشتهٔ بهترین فیلم‌نامهٔ غیراقتباسی نامزد جایزه اسکار شود.

## خلاصه داستان
سه اعجوبه که هر کدام در زمینه‌ای متفاوت نابغه‌اند، به همراه مادرشان در یک خانه زندگی می‌کنند. پدرشان هم که مدت‌ها پیش ترکشان کرده، اکنون بازگشته است تا مسائل را روبه راه کند.

## جوایز
این فیلم کاندیدای اسکار بهترین فیلمنامه غیر اقتباسی در سال ۲۰۰۲ شد.